# Red River (Nou Mèxic)
Red River és un poble dels Estats Units a l'estat de Nou Mèxic. Segons el cens del 2000 tenia 484 habitants.

## Demografia
Segons el cens del 2000, Red River tenia 484 habitants, 234 habitatges, i 138 famílies. La densitat de població era de 183,2 habitants per km².
Dels 234 habitatges en un 20,1% hi vivien nens de menys de 18 anys, en un 49,6% hi vivien parelles casades, en un 5,6% dones solteres, i en un 40,6% no eren unitats familiars. En el 32,9% dels habitatges hi vivien persones soles el 6,8% de les quals corresponia a persones de 65 anys o més que vivien soles. El nombre mitjà de persones vivint en cada habitatge era de 2,07 i el nombre mitjà de persones que vivien en cada família era de 2,6.
Per edats la població es repartia de la següent manera: un 16,7% tenia menys de 18 anys, un 7% entre 18 i 24, un 27,1% entre 25 i 44, un 35,5% de 45 a 60 i un 13,6% 65 anys o més.
L'edat mediana era de 45 anys. Per cada 100 dones de 18 o més anys hi havia 98,5 homes.
La renda mediana per habitatge era de 31.667 $ i la renda mediana per família de 39.792 $. Els homes tenien una renda mediana de 31.667 $ mentre que les dones 19.750 $. La renda per capita de la població era de 17.883 $. Aproximadament el 5,4% de les famílies i el 9,7% de la població estaven per davall del llindar de pobresa.

## Poblacions més properes
El següent diagrama mostra les poblacions més properes.